# Krytonosek blady
Krytonosek blady (Scytalopus affinis) – gatunek małego ptaka z rodziny krytonosowatych (Rhinocryptidae). Występuje endemicznie w Andach w Peru. W Czerwonej księdze gatunków zagrożonych IUCN klasyfikowany jest jako gatunek najmniejszej troski (LC, ang. Least Concern).

## Systematyka
Takson ten po raz pierwszy zgodnie z zasadami nazewnictwa binominalnego opisał amerykański ornitolog John T. Zimmer w 1939 roku na łamach „American Museum Novitates”. Autor nadał mu nazwę Scytalopus magellanicus affinis, uznając go za podgatunek krytonoska magellańskiego, a jako miejsce typowe podał Yanac, region Ancash w Peru. Zimmer i późniejsi autorzy zaliczali wiele taksonów z rodzaju Scytalopus występujących na południe od Wenezueli, aż do Chile i Argentyny do krytonoska magellańskiego. W 1997 roku Krabbe i Schulenberg dokonali rewizji taksonomii Scytalopus magellanicus i podnieśli większość z jego podgatunków do rangi gatunku, m.in. omawianego Scytalopus affinis. Krytonosek blady jest uznawany za gatunek monotypowy.

### Etymologia
- Scytalopus: gr. σκυταλη skutalē lub σκυταλον skutalon „kij, pałka”; πους pous, ποδος podos „stopa”[9].
- affinis: łac. adfinis – „spokrewniony, sąsiedzki”[10].

## Morfologia
Mały ptak, którego górna szczęka jest czarna lub czarniawa, a żuchwa czarniawa. Nogi i stopy w kolorze żółtej ochry. Występuje niewielki dymorfizm płciowy. Samiec ma głowę i górną część grzbietu szare. Dolna część grzbietu, zad, ogon i skrzydła ciemnobrązowe. Dolne części ciała (gardło, pierś i brzuch) bladoszare, boki i zad bladobrązowe z wyraźnymi ciemnymi prążkami. Samice są podobne do samców, ale są bardziej brązowe na grzbiecie.
Długość ciała od 10 do 11,5 cm; masa ciała samców 13–15 g, jedna zbadana samica ważyła 12,3 g.

## Zasięg występowania
Krytonosek blady występuje w Andach na niewielkim obszarze na stokach Kordyliery Białej w regionie Ancash. Zasięg występowania (EOO, Extent of Occurrence) według szacunków organizacji BirdLife International obejmuje około 16 tys. km², występuje w zakresie wysokości od 3000 do 4600 m n.p.m.

## Ekologia i zachowanie
Jego głównym habitatem są zbocza gór z kępami traw, trawiaste pola głazowe, często w pobliżu lasów Polylepis. Jest bardzo mało informacji o diecie tego gatunku, ale uważa się, że jest gatunkiem owadożernym. Długość pokolenia jest określona na 3,2 lat.

### Rozmnażanie
Niewiele wiadomo na temat rozmnażania tego gatunku. Buduje typowe dla tego rodzaju gniazda w formie kuli z wejściem z boku, które są zbudowane głównie z traw i mchu. Zbadane gniazda były ukryte w kępach traw. Jaja i pisklęta stwierdzono w lutym. W zniesieniu 2 jaja.

## Status
W Czerwonej księdze gatunków zagrożonych IUCN krytonosek blady jest uznawany za gatunek najmniejszej troski (LC, ang. Least Concern). Wielkość populacji nie jest oszacowana, gatunek ten jest opisywany jako niepospolity, ale lokalnie dość pospolity. Ze względu na brak dowodów na spadki liczebności bądź istotne zagrożenia dla gatunku BirdLife International ocenia trend liczebności populacji jako prawdopodobnie stabilny.